# Florence-Graham
Florence-Graham és una concentració de població designada pel cens dels Estats Units a l'estat de Califòrnia. Segons el cens del 2000 tenia 60.197 habitants.

## Demografia
Segons el cens del 2000, Florence-Graham tenia 60.197 habitants, 13.354 habitatges, i 11.617 famílies. La densitat de població era de 6.492,2 habitants/km².
Dels 13.354 habitatges en un 60,7% hi vivien nens de menys de 18 anys, en un 54,2% hi vivien parelles casades, en un 22,7% dones solteres, i en un 13% no eren unitats familiars. En el 10,2% dels habitatges hi vivien persones soles el 4,6% de les quals corresponia a persones de 65 anys o més que vivien soles. El nombre mitjà de persones vivint en cada habitatge era de 4,51 i el nombre mitjà de persones que vivien en cada família era de 4,71.
Per edats la població es repartia de la següent manera: un 40% tenia menys de 18 anys, un 12,9% entre 18 i 24, un 29,8% entre 25 i 44, un 12,4% de 45 a 60 i un 4,9% 65 anys o més.
L'edat mediana era de 24 anys. Per cada 100 dones de 18 o més anys hi havia 99,9 homes.
La renda mediana per habitatge era de 25.425 $ i la renda mediana per família de 25.824 $. Els homes tenien una renda mediana de 19.400 $ mentre que les dones 16.496 $. La renda per capita de la població era de 8.092 $. Entorn del 34,1% de les famílies i el 35,8% de la població estaven per davall del llindar de pobresa.

## Poblacions més properes
El següent diagrama mostra les poblacions més properes.